# Carlton (Durham)
Carlton es una parroquia civil y un pueblo de Stockton-on-Tees, en el condado de Durham (Inglaterra).

## Geografía
Según la Oficina Nacional de Estadística británica, Carlton tiene una superficie de 5,86 km².

## Demografía
Según el censo de 2001, Carlton tenía 627 habitantes (48,17% varones, 51,83% mujeres) y una densidad de población de 107 hab/km². El 18,02% eran menores de 16 años, el 74,48% tenían entre 16 y 74, y el 7,5% eran mayores de 74. La media de edad era de 42,28 años. Del total de habitantes con 16 o más años, el 17,12% estaban solteros, el 71,4% casados, y el 11,48% divorciados o viudos.
Según su grupo étnico, el 97,48% de los habitantes eran blancos, el 0,95% mestizos, y el 1,1% asiáticos. La mayor parte (97,3%) eran originarios del Reino Unido. El resto de países europeos englobaban al 0,95% de la población, mientras que el 1,75% había nacido en cualquier otro lugar. El cristianismo era profesado por el 86,68% y el hinduismo por el 0,8%, mientras que el 7,38% no eran religiosos y el 5,14% no marcaron ninguna opción en el censo.
Había 246 hogares con residentes y 15 sin ocupar.

## Servicios públicos
El pueblo cuenta con un campo de deportes y un área de juego para niños, una plaza, una iglesia, y una sala del Instituto de las Mujeres (Women's Institutes).

## Personas destacadas
George Orwell vivió en Greystone, la casa de su cuñada (hermana de su esposa Eileen), que se ubica a menos de un kilómetro del pueblo. Residió entre 1944 y 1945, y fue allí donde terminó su obra Rebelión en la granja antes de irse a Francia como corresponsal de guerra.
Mary Elizabeth Andrew, residente de toda la vida de Carlton, se desempeñó como secretaria para el Consejo de la Parroquia durante 62 años, entre 1938 y 2000. En la plaza hay una piedra conmemorativa que lleva su nombre.